# Vieux saxon
Le vieux saxon est daté du Ve siècle jusqu'au XIe siècle. C'est une langue multi-dialectale attestée, non pas une proto-langue (c'est-à-dire une langue reconstituée).
L'expression vieux bas allemand regroupe à la fois le vieux saxon et le vieux néerlandais qui est appelé aussi vieux bas francique ou vieux francique. (Le vieux néerlandais est une langue rarement attestée et principalement reconstituée).
L'expression « bas allemand » désigne un ensemble de dialectes actuels parlés au nord de l'Allemagne, aux Pays-Bas, en Flandre belge et en Flandre française et qui sont issus du vieux bas allemand, c'est-à-dire soit du vieux saxon (les dialectes bas-saxons à l'est) ou soit du vieux néerlandais (à l'ouest).

## Sources du vieux-saxon
Le vieux saxon n'est connu que par de rares documents, relevant tous de la littérature religieuse : les formules de baptême que Charlemagne força les Saxons à prononcer, la « Genèse en vieux-saxon » (Altsächsische Genesis) dont on n'a que quelques fragments, et surtout l'épopée Heliand, poème de près de 6 000 vers, qui reprend l'Evangile de Jésus Christ à la façon des sagas germaniques.
Nous est également parvenue une série de petits documents, parfois incomplets, comme les psaumes 28, 29, 32, 33, 110, 111, 114, 115, une formule complète de baptême ainsi que la traduction d'une homélie de Bède.
Ces quelques sources restantes ne sont pour l'essentiel que des traductions du latin et leur registre lexical est donc limité : en effet, dans l'examen critique des sources écrites, il faut tenir compte de ce que les textes en vieux-saxon n'ont pas été écrits par des Saxons, mais plutôt par des lettrés Francs ou Bavarii, qui n'avaient sans doute qu'une connaissance imparfaite de cette langue. De ce point de vue, les sources de l'aire linguistique anglo-saxonne, telle l'épopée Beowulf, sont bien plus fiables.

## Origines
Dès le Ve siècle un rameau anglo-frison commençait à se dessiner au sein des parlers germaniques, qui par l'arrivée de tribus venues du continent, évolua en Bretagne romaine vers le parler vieil-anglais. C'est pourquoi on a cessé de désigner la langue parlée par les Angles et les Saxons comme un dialecte du vieux-saxon. L'évolution des parlers bas-allemands en Francie orientale (le futur Saint Empire) fut, de son côté, profondément marquée par le lexique et les tournures du vieux haut allemand, à partir de l'invasion et des migrations forcées d’Alamans et de Bavarii imposées par Charlemagne.

## Langues et dialectes apparentés
Les langues les plus proches du vieux-saxon sont le vieil anglais et le vieux frison : on désigne d'ailleurs souvent ces trois langues comme les représentantes du rameau anglo frison. Ensuite on trouve les autres langues du rameau occidental, à savoir le bas francique et le vieux haut allemand,.
Le descendant actuel du vieux saxon est le bas saxon moderne, couramment appelé localement Plattdeutsch.

## Échantillon de texte
Voici les premières lignes du Heliand :
« Manega uuaron the sia iro mod gespon,

that sia uuord godes uuisean bigunnun,
reckean that giruni, that thie riceo Crist
undar mancunnea maritha gifrumida
mid uuordun endi mid uuercun. That uuolda tho uuisara filo
liudo barno lobon, lera Cristes,
helag uuord godas, endi mid iro handon scriban
berethlico an buok, huo sia is gibodscip scoldin
frummian firiho barn. Than uuarun thoh sia fiori te thiu
under thera menigo, thia habdon maht godes,
helpa fan himila, hekagna gest,

craft fan Criste : »
Traduction :

« Nombreux furent ceux qui mobilisèrent leur courage et commencèrent à publier la parole de Dieu, celle, fameuse, que le puissant Christ annonça au genre humain et confirma en paroles et en actes. Beaucoup de sages voulaient louer à la face des enfants du peuple l'enseignement du Christ, la sainte parole de Dieu, et écrire de leurs mains un livre resplendissant sur la façon dont les enfants des hommes allaient mettre en œuvre ces préceptes. Parmi tous ceux-là cependant, en étaient quatre pour ce faire, qui tenaient le pouvoir de Dieu, l'aide du ciel, l'esprit saint, la force du Christ. »